# Jakov-Anton Vasilj
Jakov-Anton Vasilj (Zara, 2 giugno 2002) è un calciatore croato, centrocampista della Lokomotiva Zagabria.

## Carriera

### Club
Cresciuto nel settore giovanile della Dinamo Zagabria, debutta in prima squadra il 22 maggio 2021 in occasione dell'incontro di Prva HNL vinto per 1-0 contro il Sebenico. Il 27 luglio successivo debutta anche nelle competizioni europee, disputando l'incontro vinto per 0-1 contro l'Omonia, valido per i turni preliminari di Champions League.
Poco impiegato, nel gennaio del 2022 viene ceduto in prestito alla Lokomotiva Zagabria.

### Nazionale
Ha giocato nelle nazionali giovanili croate Under-17, Under-19 ed Under-21.

## Statistiche

### Presenze e reti nei club
Statistiche aggiornate al 28 aprile 2023.
| Stagione                   | Squadra                    | Campionato                 | Campionato | Campionato | Coppe nazionali | Coppe nazionali | Coppe nazionali | Coppe continentali | Coppe continentali | Coppe continentali | Altre coppe | Altre coppe | Altre coppe | Totale | Totale |
| Stagione                   | Squadra                    | Comp                       | Pres       | Reti       | Comp            | Pres            | Reti            | Comp               | Pres               | Reti               | Comp        | Pres        | Reti        | Pres   | Reti   |
| -------------------------- | -------------------------- | -------------------------- | ---------- | ---------- | --------------- | --------------- | --------------- | ------------------ | ------------------ | ------------------ | ----------- | ----------- | ----------- | ------ | ------ |
| 2020-2021                  | Dinamo Zagabria II         | 2.HNL                      | 5          | 0          |                 | -               | -               |                    | -                  | -                  |             | -           | -           | 5      | 0      |
| 2021-gen. 2022             | Dinamo Zagabria II         | 2.HNL                      | 13         | 3          |                 | -               | -               |                    | -                  | -                  |             | -           | -           | 13     | 3      |
| Totale Dinamo Zagabria II  | Totale Dinamo Zagabria II  | Totale Dinamo Zagabria II  | 18         | 3          |                 | -               | -               |                    | -                  | -                  |             | -           | -           | 18     | 3      |
| 2020-2021                  | Dinamo Zagabria            | 1.HNL                      | 1          | 0          | CC              | -               | -               | UCL+UEL            | -                  | -                  |             | -           | -           | 1      | 0      |
| 2021-gen. 2022             | Dinamo Zagabria            | 1.HNL                      | -          | -          | CC              | -               | -               | UCL+UEL            | 1+0                | 0                  |             | -           | -           | 1      | 0      |
| Totale Dinamo Zagabria     | Totale Dinamo Zagabria     | Totale Dinamo Zagabria     | 1          | 0          |                 | -               | -               |                    | 1                  | 0                  |             | -           | -           | 2      | 0      |
| 2021-2022                  | Lokomotiva Zagabria        | 1.HNL                      | 12         | 0          | CC              | -               | -               |                    | -                  | -                  |             | -           | -           | 12     | 0      |
| 2022-2023                  | Lokomotiva Zagabria        | HNL                        | 18         | 3          | CC              | 1               | 0               |                    | -                  | -                  |             | -           | -           | 19     | 3      |
| Totale Lokomotiva Zagabria | Totale Lokomotiva Zagabria | Totale Lokomotiva Zagabria | 30         | 3          |                 | 1               | 0               |                    | -                  | -                  |             | -           | -           | 31     | 3      |
| Totale carriera            | Totale carriera            | Totale carriera            | 49         | 6          |                 | 1               | 0               |                    | 1                  | 0                  |             | -           | -           | 51     | 6      |

### Cronologia presenze e reti in nazionale
| Cronologia completa delle presenze e delle reti in nazionale ― Croazia under 21 | Cronologia completa delle presenze e delle reti in nazionale ― Croazia under 21 | Cronologia completa delle presenze e delle reti in nazionale ― Croazia under 21 | Cronologia completa delle presenze e delle reti in nazionale ― Croazia under 21 | Cronologia completa delle presenze e delle reti in nazionale ― Croazia under 21 | Cronologia completa delle presenze e delle reti in nazionale ― Croazia under 21 | Cronologia completa delle presenze e delle reti in nazionale ― Croazia under 21 | Cronologia completa delle presenze e delle reti in nazionale ― Croazia under 21 |
| Data                                                                            | Città                                                                           | In casa                                                                         | Risultato                                                                       | Ospiti                                                                          | Competizione                                                                    | Reti                                                                            | Note                                                                            |
| ------------------------------------------------------------------------------- | ------------------------------------------------------------------------------- | ------------------------------------------------------------------------------- | ------------------------------------------------------------------------------- | ------------------------------------------------------------------------------- | ------------------------------------------------------------------------------- | ------------------------------------------------------------------------------- | ------------------------------------------------------------------------------- |
| 12-10-2021                                                                      | Sumqayıt                                                                        | Azerbaigian under 21                                                            | 1 – 5                                                                           | Croazia under 21                                                                | Qual. Europeo Under-21 2023                                                     | -                                                                               | 82’                                                                             |
| Totale                                                                          |                                                                                 | Presenze                                                                        | 1                                                                               |                                                                                 | Reti                                                                            | 0                                                                               |                                                                                 |

| Cronologia completa delle presenze e delle reti in nazionale ― Croazia under 19 | Cronologia completa delle presenze e delle reti in nazionale ― Croazia under 19 | Cronologia completa delle presenze e delle reti in nazionale ― Croazia under 19 | Cronologia completa delle presenze e delle reti in nazionale ― Croazia under 19 | Cronologia completa delle presenze e delle reti in nazionale ― Croazia under 19 | Cronologia completa delle presenze e delle reti in nazionale ― Croazia under 19 | Cronologia completa delle presenze e delle reti in nazionale ― Croazia under 19 | Cronologia completa delle presenze e delle reti in nazionale ― Croazia under 19 |
| Data                                                                            | Città                                                                           | In casa                                                                         | Risultato                                                                       | Ospiti                                                                          | Competizione                                                                    | Reti                                                                            | Note                                                                            |
| ------------------------------------------------------------------------------- | ------------------------------------------------------------------------------- | ------------------------------------------------------------------------------- | ------------------------------------------------------------------------------- | ------------------------------------------------------------------------------- | ------------------------------------------------------------------------------- | ------------------------------------------------------------------------------- | ------------------------------------------------------------------------------- |
| 5-9-2019                                                                        | Zagabria                                                                        | Croazia under 19                                                                | 0 – 0                                                                           | Russia under 19                                                                 | Amichevole                                                                      | -                                                                               | 60’                                                                             |
| 7-9-2019                                                                        | Ivanić-Grad                                                                     | Croazia under 19                                                                | 1 – 1                                                                           | Francia under 19                                                                | Amichevole                                                                      | -                                                                               | 80’                                                                             |
| 9-9-2019                                                                        | Krapina                                                                         | Croazia under 19                                                                | 3 – 4                                                                           | Slovenia under 19                                                               | Amichevole                                                                      | -                                                                               | 68’                                                                             |
| 17-2-2021                                                                       | Szombathely                                                                     | Ungheria under 19                                                               | 2 – 2                                                                           | Croazia under 19                                                                | Amichevole                                                                      | -                                                                               | 60’                                                                             |
| Totale                                                                          |                                                                                 | Presenze                                                                        | 4                                                                               |                                                                                 | Reti                                                                            | 0                                                                               |                                                                                 |

## Palmarès

### Club

#### Competizioni nazionali
- Campionato croato: 1

Dinamo Zagabria: 2020-2021